# Перуански нови сол
Перуански нови сол је националана валута Перуа. ISO 4217 код валуте је PEN. Дијели се на 100 центима, а у домаћем платном промету означава се симболом S/.
Назив сол се у Перуу користи од 19. вијека до 1985. Ријеч сол потиче од шпанске ријечи soldius, што значи сунце. Године 1985. валуту замјењује инти, назван по богу сунца народа Инка. Због лоше економске политике и хиперинфлације која је погодила земљу крајем 1980-их, уведена је нова валута — нови сол, који је у промету од 1. јула 1991. Данас је једна од најстабилнијих валута у регији.
Кованице се издају у апоенима од 10, 20, 50 центима, 1, 2 и 5 нових сола, а новчанице у апоенима од 10, 20, 50, 100 и 200 нових сола.